# Protozoa Pictures
Protozoa Pictures ist ein Filmproduktionsunternehmen in den Vereinigten Staaten.

## Allgemeines
Protozoa Pictures wurde 1997 von Regisseur Darren Aronofsky in New York City gegründet und ist seitdem vor allem für die Produktion seiner Filme zuständig, aber auch andere Projekte werden finanziert.

## Filmographie (Auswahl)
- 1998: π
- 2000: Requiem for a Dream
- 2002: Below – Da unten hört dich niemand schreien
- 2006: The Fountain
- 2008: The Wrestler – Ruhm, Liebe, Schmerz
- 2010: Black Swan
- 2012: 2 Tage New York
- 2014: Noah
- 2015: Zipper
- 2016: Jackie: Die First Lady
- 2017: Vendetta – Alles was ihm blieb war Rache
- 2017: Mother!
- 2018: White Boy Rick